# Jimmy White
Jimmy White, właśc. James Warren White (ur. 2 maja 1962 w Londynie) – angielski snookerzysta. Sześciokrotny wicemistrz świata. Odznaczony Orderem Imperium Brytyjskiego. Plasuje się na 27. miejscu pod względem zdobytych setek w profesjonalnych turniejach, ma ich łącznie 326.
W snookerze zawodowym od 1980. Jest zawodnikiem grającym w sposób widowiskowy, cieszy się dużą popularnością wśród kibiców (wyraża się to m.in. dopingowaniem White’a w sposób bliższy boiskom piłkarskim niż salom snookerowym). Wielu fachowców nazywa Jimmy’ego White’a „najlepszym graczem w historii snookera spośród tych, którzy nie zdobyli mistrzostwa świata”, przegrywał finały mistrzostw świata aż sześciokrotnie. White jest uważany też za jednego z największych specjalistów jeśli chodzi o grę z przyrządów.
W 1984 w decydującej rozgrywce nie sprostał najlepszemu graczowi lat 80., Steve’owi Davisowi. W latach 1990–1994 nieprzerwanie dochodził do finału – cztery raz lepszy okazał się Stephen Hendry, raz – John Parrott (1991).
Znany jest także ze swojego burzliwego życia pozasportowego. Znany jest przypadek, podczas którego wyciągnął swojego zmarłego na raka brata, Martina White’a, z kostnicy i zabrał do pubu na jego „ostatnią imprezę”.

## Zwycięstwa w turniejach rankingowych[1]
W latach 1986–1992 wygrał 9 turniejów rankingowych. Były to:
- Mercantile Credit Classic 1986, 1991
- Grand Prix 1986, 1992
- British Open 1987, 1992
- Canadian Masters 1988
- European Open 1992
- UK Championships 1992

Przez następne 12 lat nie udawało mu się wygrać turnieju; dokonał tego 11 kwietnia 2004, kiedy w finale turnieju Players Championships w Glasgow pokonał Paula Huntera 9:7.

## Spadek na liście rankingowej
Ostatni raz w pierwszej dziesiątce rankingu plasował się w sezonie 2005/2006, kiedy to zajmował 8. miejsce. Od sezonu 2007/2008 przez 8 sezonów zajmował miejsca w szóstej lub siódmej dziesiątce. Po sezonie 2015/2016 jest notowany w okolicach setnej pozycji.

## Breaki
- Podczas mistrzostw świata w 1992 roku osiągnął jedyny w swojej karierze, maksymalny break snookerowy – 147.
- Do końca sezonu 2013/2014, na swoim koncie w grze profesjonalnej zapisał 327 breaków ponad stupunktowych[4].

## Inne zajęcia
Jimmy White nie tylko gra w snookera, ale również w pokera, gdzie odnosi małe sukcesy. Podobnie jak w przypadku snookera, gra bardzo widowiskowo.